# Эллис, Генри (губернатор)
Генри Эллис (1721 — 1805) — британский мореплаватель, исследователь, научный писатель и колониальный губернатор Джорджии и Новой Шотландии в Северной Америке.
Родился в графстве Монахан, Ирландия. Получил образование в области права в Темпле, Лондон.
В мае 1746 года он начал свою службу в качестве агента в компании, занимавшейся поисками Северо-Западного прохода. После трудного тушения пожара на своём корабле он на двух судах отплыл в Гренландию, где обменивался товарами с инуитами 8 июля. Затем он направился в Северную Америку, к Форт-Нельсону, и зазимовал у реки Хейс. Он возобновил свои усилия по поиску прохода в июне 1747 года, но не был успешен в этом и в итоге вернулся в Англию, куда прибыл 14 октября. Опубликовал результаты своих путешествий в 1748 году под названием «Voyage made to Hudson’s Bay in 1746, by the Dobbs Galley and The California, to discover a Northwest Passage», в 1750 году они были переизданы под названием «Considerations relating to the Northwest Passage». После публикации этих произведений Эллис стал членом Королевского общества.
С 1750 по 1755 год Эллис был работорговцем, покупая рабов в Африке и доставляя их на Ямайку.
Лорд Галифакс, председатель Совета торговли, назначил Эллиса вице-губернатором колонии Джорджия 15 августа 1756 года. Эллис прибыл в Саванну 16 февраля 1757 года и 17 мая 1758 года был назначен королевским губернатором. Его работа на должности губернатора колонии была высоко оценена. Признавая опасность, которую представляли для колонии враждебные соседи-индейцы, он заключил договор с народом криков. Он опубликовал статью «Heat of the Weather in Georgia» в издании «Philosophical trans of the Royal Society» в 1758 году; оно стало первой научной работой о климате в этой колонии. Субтропический климат оказал негативное влияние на его здоровье, и он был вынужден уйти в отставку с поста губернатора и затем покинул Джорджию 2 ноября 1760 года, остановившись в Нью-Йорке, чтобы попросить военной помощи для южных колоний.
После его возвращения в Англию его знание американских дел было использовано для разработки плана по налогообложению колоний, а в обмен на эти услуги он был вознаграждён «синекурными» должностями.
С 1761 по 1763 год он занимал должность губернатора Новой Шотландии, хотя фактически так и не принял на себя обязанности этой должности. После этого он проживал в Италии, будучи занят в основном научными исследованиями в области климатологии и океанографии.